# Molinara (winorośl)
Molinara – odmiana winorośli właściwej o ciemnej skórce, pochodząca z Włoch. Popularna w prowincji Werona. Składnik m.in. win bardolino i valpolicella.

## Charakterystyka
Nazwę wywodzi się od młyna (molina), gdyż meszek na owocach przypomina mąkę.
Odmiana jest odporna na choroby grzybowe.
Zachowały się nieliczne klony sprzed epidemii filoksery.

## Wina
Molinara jest używana do wzbogacenia win z regionu Wenecja. Odmiana często towarzyszy odmianom corvina veronese i rondinella, np. w winach apelacji Valpolicella i Bardolino. Udział odmiany w kupażach jest niewielki, rzędu 5-10%, niekiedy do 25%. Molinara nadaje winom kwas i goryczkę. 
Jeden z producentów oferuje jednoszczepowe wino z molinary, sklasyfikowane jako IGT Veronese.

## Rozpowszechnienie
W 1990 roku molinarę uprawiano we Włoszech na 1618 ha. W 2000 było to już 1348 ha. Areał upraw zmniejsza się.

## Synonimy
brepon, brepon molinaro, breppion, breppion scavolegno, breppion scuro, breppon, breppon molinaro, molinara ciara, 
molinara dal sangue di lumaca, molinara rada, molinara rossa, molinaro, mulinara, pola, rossanella, rossanella gentile, rossara, rossara della forcella, rossiccio chiaro, scavolegno, sola, uva sala, uva salata, vespone